# Filiberto Castellano
Filiberto Castellano (Pietra Marazzi, 1860 – Torino, 24 gennaio 1919) è stato un matematico italiano.

## Biografia
Laureatosi in Matematica nel 1881 all'Università di Torino trovò lavoro prima come assistente di Geometria di Enrico D'Ovidio, poi come assistente di Analisi di Giuseppe Peano. Nel 1892 cominciò a insegnare all'Accademia militare di Torino.
Nel 1894 pubblicò le sue lezioni di Meccanica razionale all'Accademia militare. Questo fu il primo testo a usare sistematicamente i vettori.
Fondò la Rivista di matematica nel 1891 e fu uno dei membri del Consiglio di amministrazione della Mathesis per i bienni 1898-1900 e 1902-1904.